# Branik
Branik este o localitate din comuna Nova Gorica, Slovenia, cu o populație de 1.000 de locuitori.